# Squadra bulgara di Coppa Davis
La squadra bulgara di Coppa Davis rappresenta la Bulgaria nella Coppa Davis, ed è posta sotto l'egida della Bulgarska Federatsya po Tenis (Българска федерация по тенис).
La squadra partecipa alla competizione dal 1964, e non ha mai fatto parte del World Group.

## Organico 2019
Vengono di seguito illustrati i convocati per ogni singolo turno della Coppa Davis 2019. A sinistra dei nomi la nazione affrontata e il risultato finale. Fra parentesi accanto ai nomi, il ranking del giocatore nel momento della disputa degli incontri (la "d" indica che il ranking corrisponde alla specialità del doppio).
| Gruppo II - Playoff | Gruppo II - Playoff                                                                                          |
| Sudafrica (1–4)     | Dimitar Kuzmanov (324) Alexander Donski (792) Gabriel Donev (796) Alexander Lazov (828) Adrian Andreev (956) |
| ------------------- | --- |

## Risultati
= Incontro del Gruppo Mondiale

### 2010-2019
| Anno | Turno                           | Data            | Sede              | Avversario  | Punteggio | Esito     |
| ---- | ------------------------------- | --------------- | ----------------- | ----------- | --------- | --------- |
| 2010 | Gruppo II, 1º Turno             | 5-7 marzo       | Sofia (BGR)       | Monaco      | 3–2       | Vittoria  |
| 2010 | Gruppo II, 2º Turno             | 9-11 luglio     | Otočec (SVN)      | Slovenia    | 0–5       | Sconfitta |
| 2011 | Gruppo II, 1º Turno             | 4-6 marzo       | Minsk (BLR)       | Bielorussia | 1–4       | Sconfitta |
| 2011 | Gruppo II, Playoff 1º Turno     | 8-10 luglio     | Sofia (BGR)       | Cipro       | 2–3       | Sconfitta |
| 2012 | Gruppo III, Round Robin         | 2 maggio        | Sofia (BGR)       | Albania     | 3–0       | Vittoria  |
| 2012 | Gruppo III, Round Robin         | 4 maggio        | Sofia (BGR)       | Georgia     | 3–0       | Vittoria  |
| 2012 | Gruppo III, Playoff 1º–4º Posto | 5 maggio        | Sofia (BGR)       | Macedonia   | 3–0       | Vittoria  |
| 2013 | Gruppo II, 1º Turno             | 1-3 febbraio    | Sofia (BGR)       | Finlandia   | 2–3       | Sconfitta |
| 2013 | Gruppo II, Playoff 1º Turno     | 5-7 aprile      | Plovdiv (BGR)     | Estonia     | 3–0       | Vittoria  |
| 2014 | Gruppo II, 1º Turno             | 31 gen.-2 feb.  | Helsinki (FIN)    | Finlandia   | 2–3       | Sconfitta |
| 2014 | Gruppo II, Playoff 1º Turno     | 4-6 aprile      | Atene (GRC)       | Grecia      | 4–1       | Vittoria  |
| 2015 | Gruppo II, 1º Turno             | 6-8 marzo       | Jūrmala (LVA)     | Lettonia    | 4–1       | Vittoria  |
| 2015 | Gruppo II, 2º Turno             | 17-19 luglio    | Lussemburgo (LUX) | Lussemburgo | 5–0       | Vittoria  |
| 2015 | Gruppo II, Playoff              | 18-20 settembre | Sofia (BGR)       | Ungheria    | 2–3       | Sconfitta |
| 2016 | Gruppo II, 1º Turno             | 4-6 marzo       | Ankara (TUR)      | Turchia     | 2–3       | Sconfitta |
| 2016 | Gruppo II, Playoff 2º Turno     | 15-17 luglio    | Tunisi (TUN)      | Tunisia     | 2–3       | Sconfitta |
| 2017 | Gruppo III, Round Robin         | 6 aprile        | Sozopol (BGR)     | Armenia     | 3–0       | Vittoria  |
| 2017 | Gruppo III, Round Robin         | 7 aprile        | Sozopol (BGR)     | Grecia      | 3–0       | Vittoria  |
| 2017 | Gruppo III, Playoff 1º–4º Posto | 8 aprile        | Sozopol (BGR)     | Irlanda     | 1–2       | Sconfitta |
| 2018 | Gruppo III, Round Robin         | 4 aprile        | Plovdiv (BGR)     | Albania     | 3–0       | Vittoria  |
| 2018 | Gruppo III, Round Robin         | 5 aprile        | Plovdiv (BGR)     | Islanda     | 3–0       | Vittoria  |
| 2018 | Gruppo III, Round Robin         | 6 aprile        | Plovdiv (BGR)     | Macedonia   | 3–0       | Vittoria  |
| 2018 | Gruppo III, Playoff 1º–4º Posto | 7 aprile        | Plovdiv (BGR)     | Monaco      | 1–2       | Sconfitta |
| 2019 | Gruppo II, Playoff              | 13-14 settembre | Centurion (ZAF)   | Sudafrica   | 1–4       | Sconfitta |

## Andamento
La seguente tabella riflette l'andamento della squadra dal 1990 ad oggi. Le colonne grigie indicano che la squadra non ha preso parte alla manifestazione in quegli anni, in quanto la squadra non esisteva.
| Pos.           | 90 | 91 | 92 | 93 | 94 | 95 | 96 | 97 | 98 | 99 | 00 | 01 | 02 | 03 | 04 | 05 | 06 | 07 | 08 | 09 | 10 | 11 | 12 | 13 | 14 | 15 | 16 | 17 | 18 | 19 |
| -------------- | -- | -- | -- | -- | -- | -- | -- | -- | -- | -- | -- | -- | -- | -- | -- | -- | -- | -- | -- | -- | -- | -- | -- | -- | -- | -- | -- | -- | -- | -- |
| Campione       |    |    |    |    |    |    |    |    |    |    |    |    |    |    |    |    |    |    |    |    |    |    |    |    |    |    |    |    |    |    |
| Finalista      |    |    |    |    |    |    |    |    |    |    |    |    |    |    |    |    |    |    |    |    |    |    |    |    |    |    |    |    |    |    |
| SF             |    |    |    |    |    |    |    |    |    |    |    |    |    |    |    |    |    |    |    |    |    |    |    |    |    |    |    |    |    |    |
| QF             |    |    |    |    |    |    |    |    |    |    |    |    |    |    |    |    |    |    |    |    |    |    |    |    |    |    |    |    |    |    |
| OF             |    |    |    |    |    |    |    |    |    |    |    |    |    |    |    |    |    |    |    |    |    |    |    |    |    |    |    |    |    |    |
| Qualificazioni | x  | x  | x  | x  | x  | x  | x  | x  | x  | x  | x  | x  | x  | x  | x  | x  | x  | x  | x  | x  | x  | x  | x  | x  | x  | x  | x  | x  | x  |    |
| Gruppo I       |    |    |    |    |    |    |    |    |    |    |    |    |    |    |    |    |    |    |    |    |    |    |    |    |    |    |    |    |    |    |
| Gruppo II      |    |    |    |    |    |    |    |    |    |    |    |    |    |    |    |    |    |    |    |    |    |    |    |    |    |    |    |    |    |    |
| Gruppo III     | x  | x  |    |    |    |    |    |    |    |    |    |    |    |    |    |    |    |    |    |    |    |    |    |    |    |    |    |    |    |    |
| Gruppo IV      | x  | x  | x  | x  | x  | x  | x  |    |    |    |    |    |    | x  |    |    |    |    |    |    | x  | x  | x  | x  | x  | x  | x  | x  | x  |    |

Legenda
- Campione: La squadra ha conquistato la Coppa Davis.
- Finalista: La squadra ha disputato e perso la finale.
- SF: La squadra è stata sconfitta in semifinale.
- QF: La squadra è stata sconfitta nei quarti di finale.
- OF: La squadra è stata sconfitta negli ottavi di finale (1º turno). Dal 2019 sostituito dal Round Robin.
- Qualificazioni: La squadra è stata sconfitta al turno di qualificazione. Istituito nel 2019.
- Gruppo I: La squadra ha partecipato al Gruppo I della propria zona di appartenenza.
- Gruppo II: La squadra ha partecipato al Gruppo II della propria zona di appartenenza.
- Gruppo III: La squadra ha partecipato al Gruppo III della propria zona di appartenenza.
- Gruppo IV: La squadra ha partecipato al Gruppo IV della propria zona di appartenenza.
- x: Ove presente, la x indica che in quel determinato anno, il Gruppo in questione non è esistito nella zona geografica di appartenenza della squadra.